# Höhe (Solingen)
Höhe ist eine Hofschaft im Solinger Stadtteil Merscheid an der Grenze zu Solingen-Mitte.

## Geographie
Höhe liegt auf einem Höhenrücken zwischen dem Lochbachtal im Norden und dem Viehbachtal im Süden nahe der Stadtbezirksgrenze zu Solingen-Mitte. An einem Steilhang auf der gegenüberliegenden Bachseite im Norden liegt die Hofschaft Loch. Im Nordosten – das Lochbachtal ist dort durch die dammartige Zeppelinstraße erschlossen – liegt die Hofschaft Büschberg. Im Osten von Höhe liegt Dingshaus mit der Hauptverwaltung der Stadtwerke Solingen. Südlich liegt das Gewerbe- und Industriegebiet Scheuren, außerdem südwestlich Limminghofen und Bäckershof.

## Etymologie
Die Hofschaft verdankt ihren Namen der Tatsache, dass sie auf halber Höhe entlang der aufsteigenden Straße von Ohligs über Merscheid nach Mangenberg liegt. Der Volksmund sowie ältere Karten bezeichnen den Hof oft auch als In der Höhe oder Inderhüh.

## Geschichte
Die Hofschaft Höhe lässt sich bis in das 17. Jahrhundert zurückverfolgen. Sie ist im Jahre 1715 in der Karte Topographia Ducatus Montani, Blatt Amt Solingen, von Erich Philipp Ploennies mit einer Hofstelle verzeichnet und als Höhe benannt. Die Topographische Aufnahme der Rheinlande von 1824 verzeichnet den Ort als In d. Höhe und die Preußische Uraufnahme von 1844 als In d. Höhe. In der Topographischen Karte des Regierungsbezirks Düsseldorf von 1871 ist der Ort als Höh verzeichnet.
Der Hof Höhe gehörte historisch zunächst zu der Honschaft Hackhausen, lag aber umgeben von den Höfen der Honschaft Scheid. Die gesamte Region gehörte bis Anfang des 19. Jahrhunderts zum Herzogtum Berg, das zuletzt im Besitz des Herzogs Maximilian IV. von Bayern war. Aufgrund eines Tauschvertrags kam das Gebiet 1806 in den Machtbereich Napoleons und damit zum Rheinbundstaat Großherzogtum Berg. Im Zuge einer Territorialreform im Jahre 1807 wurde Höhe der Honschaft Scheid innerhalb der neu gegründeten Mairie Wald zugeordnet. Aus letzterer wurde im Jahre 1815 die Bürgermeisterei Wald.
1815/16 lebten 61, im Jahr 1830 69 Menschen im als Weiler bezeichneten Höh.  1832 war der Ort Teil der Zweiten Dorfhonschaft innerhalb der Bürgermeisterei Wald, dort lag er in der Flur V. (Wald). Der nach der Statistik und Topographie des Regierungsbezirks Düsseldorf als Hofstadt kategorisierte Ort besaß zu dieser Zeit zehn Wohnhäuser und neun landwirtschaftliche Gebäude. Zu dieser Zeit lebten 55 Einwohner im Ort, davon sieben katholischen und 48 evangelischen Bekenntnisses. Die Gemeinde- und Gutbezirksstatistik der Rheinprovinz führt den Ort 1871 mit 25 Wohnhäusern und 150 Einwohnern auf. Im Gemeindelexikon für die Provinz Rheinland von 1888 werden für Höhe 29 Wohnhäuser mit 177 Einwohnern angegeben. 1895 besitzt der Ortsteil 17 Wohnhäuser mit 124 Einwohnern, 1905 werden 17 Wohnhäuser und 103 Einwohner angegeben.

Mit der Städtevereinigung zu Groß-Solingen im Jahre 1929 wurde Höhe ein Ortsteil Solingens. Auf den vormaligen Ackerflächen im Osten von Höhe, zwischen der Höher, der Büschberger und der Beethovenstraße entstand Anfang der 1980er Jahre der Neubau des Verwaltungsgebäudes der Solinger Stadtwerke, das am 9. Oktober 1981 eingeweiht wurde.:57 Seit dem Jahre 1985/1992 stehen von den historischen Fachwerkhäusern in Höhe die Gebäude Höhe 5, 7, 9, 11 sowie 19 unter Denkmalschutz.

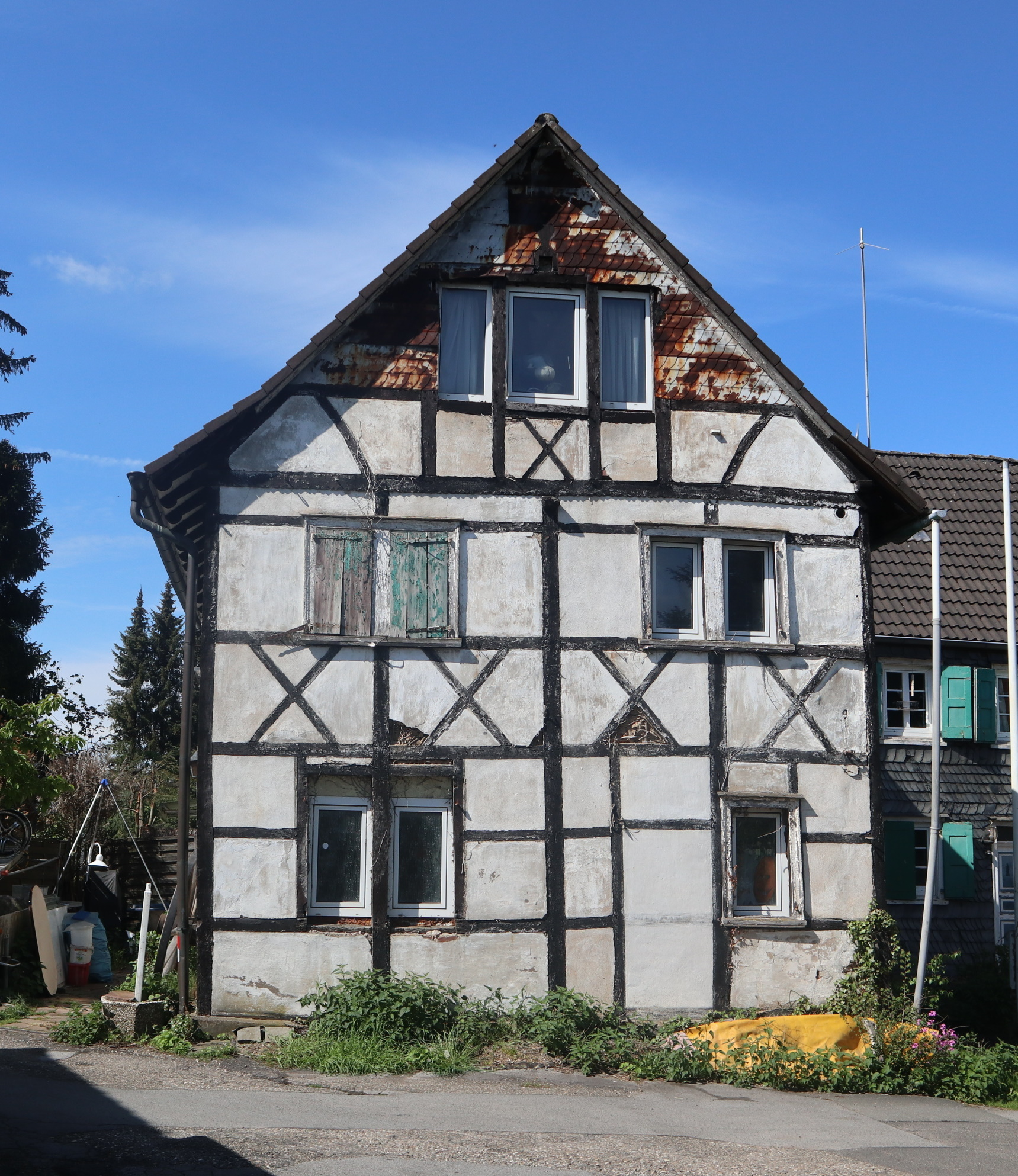
Höhe 5
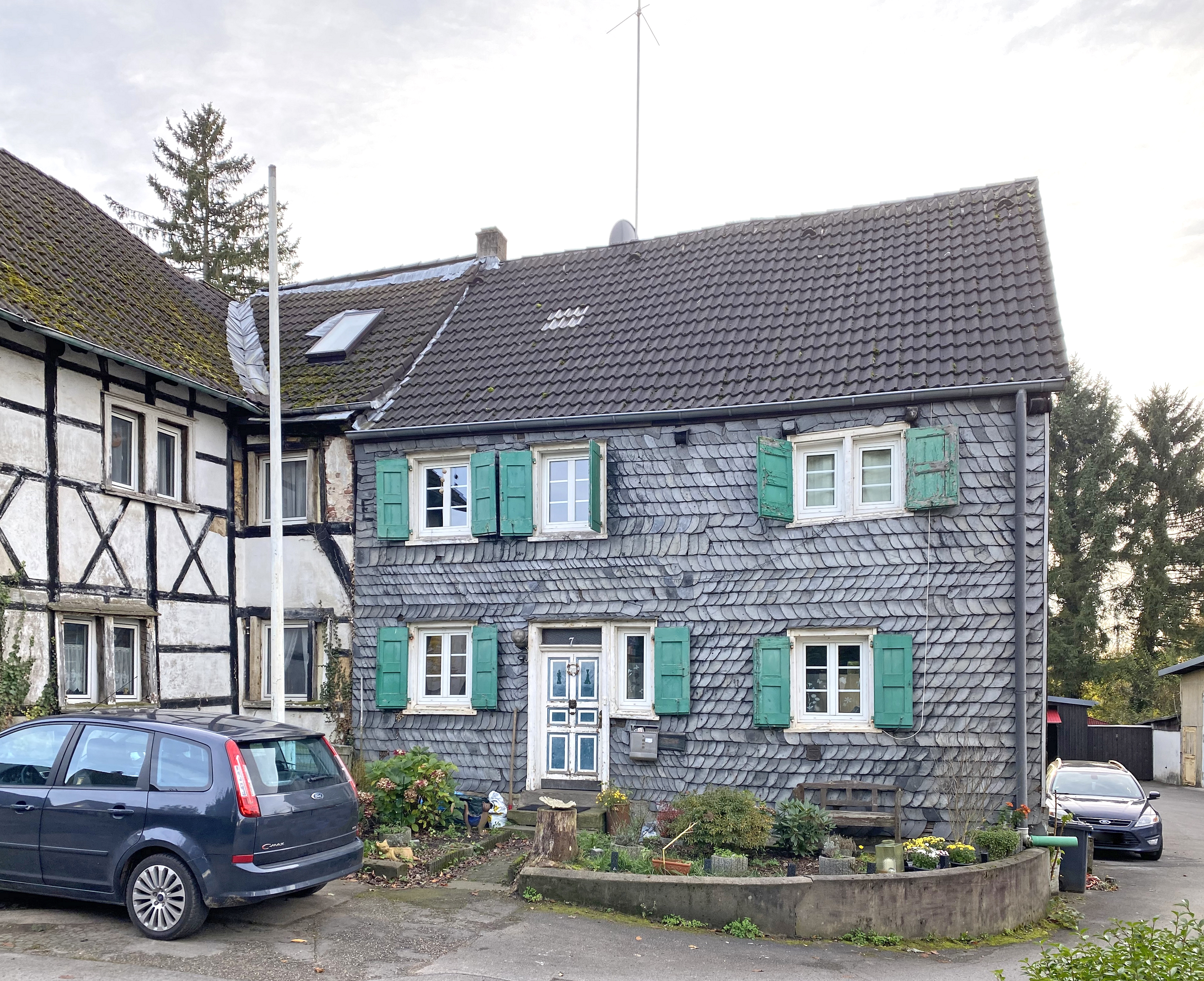
Höhe 7
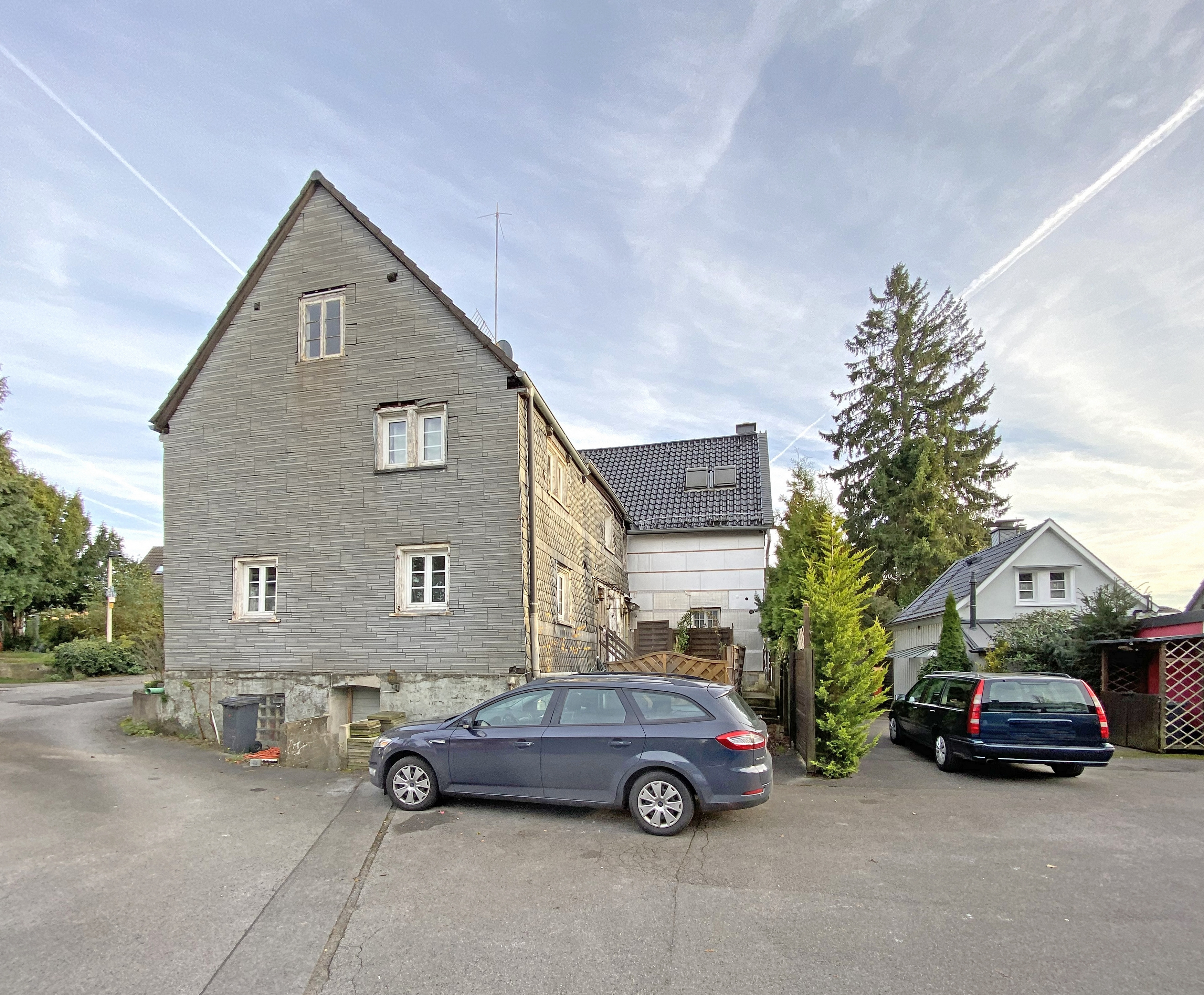
Höhe 9
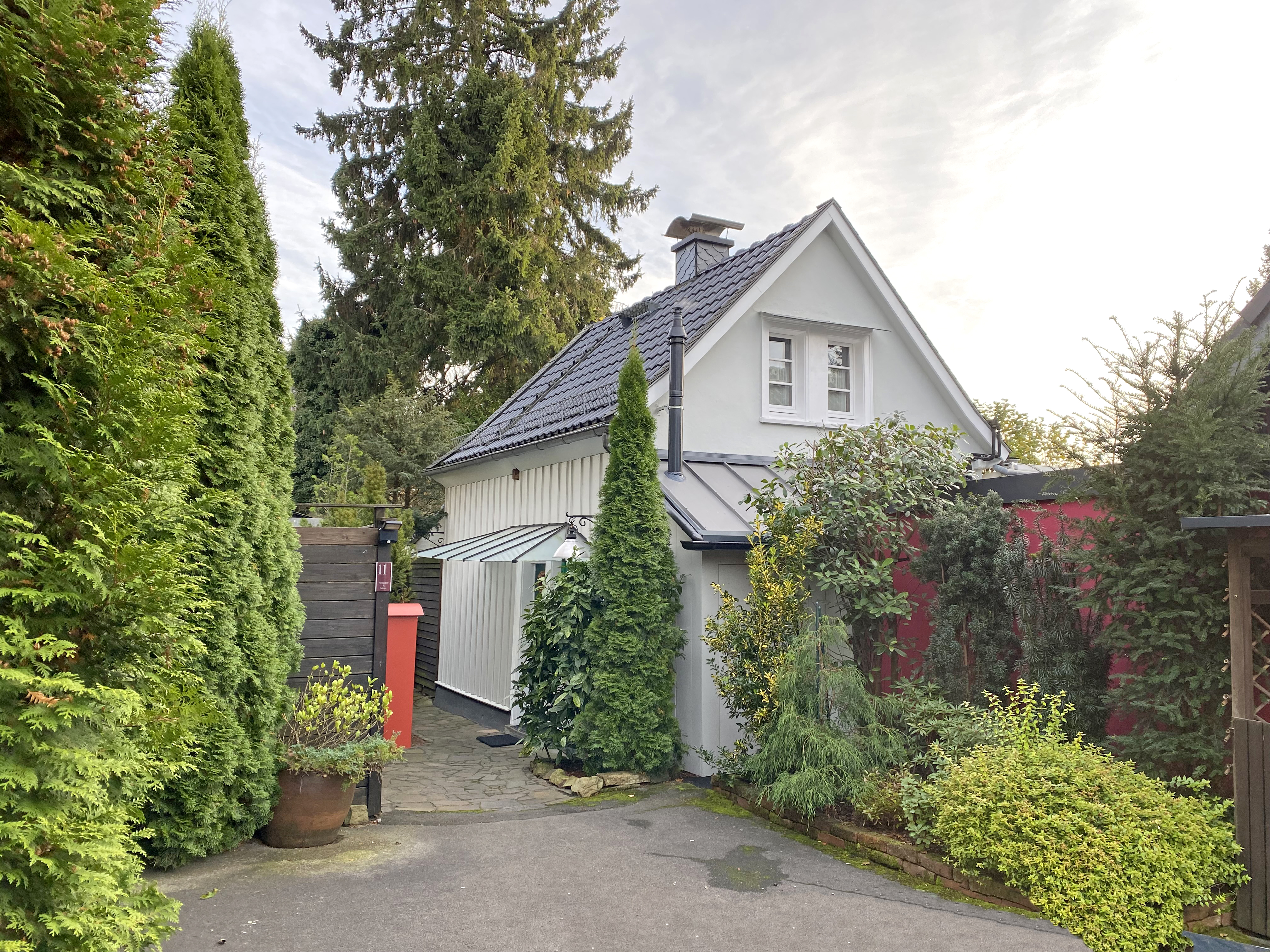
Höhe 11